# Rudolf Hübner (Jurist)
Rudolf Hübner (* 19. September 1864 in Berlin; 7. August 1945 in Darmstadt) war ein deutscher Jurist und Rechtshistoriker.

## Leben
Der Sohn des Altphilologen Emil Hübner und der Marie Droysen (Tochter Johann Gustav Droysens) legte in Berlin am Wilhelmsgymnasium das Abitur ab und studierte bis 1887 Rechtswissenschaft und Geschichte an den Universitäten Straßburg und Berlin, wo er nach einer Dissertation bei Heinrich Brunner über die donationes post obitum 1888 zum Dr. iur. promoviert und Assistent an der Juristischen Fakultät sowie 1891 Privatdozent wurde. Er bearbeitete umfassend die Regesten fränkischer Gerichtsprozesse. 1895–1904 war er a. o. Professor an der Universität Bonn, 1904–1913 ordentlicher Professor der Rechte/Deutsches und Öffentliches Recht an der Universität Rostock (dort Rektor 1912–1913), 1913–1918 Professor an der Universität Gießen, 1918–1921 Professor an der Universität Halle, 1921–1934 Professor an der Universität Jena, wo er 1934 emeritiert wurde. 1919 wurde er zum Dr. h. c. an der Universität Rostock ernannt. In Preußen erhielt er noch vor 1918 den Titel Geheimer Justizrat.
Hübner hatte mehrere Kinder mit Mathilde, geb. Weyersberg: den General-Ingenieur Gerbert Hübner (1897–1985), Gisela (* 1899) verh. mit Rudolf Smend, den Historiker Reinhard Hübner (1902–1989). Sein Bruder, der Maler Heinrich Hübner, war Vorstandsmitglied der Berliner Sezession. Rudolf Hübner war seit der Studienzeit mit dem Germanisten Andreas Heusler befreundet, der seine Forschungen begleitete und ihn als Mitherausgeber in die Edition Deutsche Rechtsaltertümer 1895 aufnahm.
Die Forschungen zum fränkischen Recht waren wegweisend. Sein Werk über das deutsche Privatrecht wurde zum juristischen Klassiker. Auch zur Verfassungsgeschichte leistete er Beiträge, als die Weimarer Verfassung entstand. Er setzte sich mit Erfolg für die Rechtsgeschichte als Pflichtfach der Ausbildung von Juristen ein.

## Schriften
- Die donationes post obitum und die Schenkungen mit Vorbehalt des Nießbrauchs im älteren deutschen Recht., Berlin 1888. [=Dissertation]
- Der Immobiliarprozeß der fränkischen Zeit., Berlin 1895. [=Habilitationsschrift]
- Jacob Grimm und das deutsche Recht. Göttingen 1895.
- Deutsche Rechtsaltertümer., 2 Bde., 4. Aufl., Leipzig 1895.
- Grundzüge des deutschen Privatrechts. Leipzig 1908. (5. Auflage 1930)
- Wert und Bedeutung der Vorlesung über deutsche Rechtsgeschichte, Antrittsrede, 1922.